# Гичон
Гичон (исп. Guichón) — город в западной части Уругвая, в департаменте Пайсанду.

## География
Расположен примерно в 100 км к востоку от административного центра департамента, города Пайсанду. Через город проходит автомобильная дорога № 90, в 17 км к западу от её пересечения с дорогой № 4. Абсолютная высота — 91 метр над уровнем моря.

## История
22 июня 1955 года получил статус городка (Villa). 17 ноября 1964 года согласно акту № 13.299 Гичон получил статус города (Ciudad).

## Население
Население города по данным на 2011 год составляет 5039 человек.
| Год  | Население |
| ---- | --------- |
| 1908 | 2444      |
| 1963 | 3683      |
| 1975 | 4726      |
| 1985 | 4284      |
| 1996 | 4826      |
| 2004 | 5025      |
| 2011 | 5039      |

Источник: Instituto Nacional de Estadística de Uruguay